# Roberto Roberti
Roberto Roberti, pseudonimo di Vincenzo Leone (Torella dei Lombardi, 24 luglio 1879 – Torella dei Lombardi, 10 gennaio 1959), è stato un regista e attore italiano.

## Biografia
Nacque a Torella dei Lombardi (nella provincia di Avellino) in una ricca famiglia di possidenti del suo paese natale. Compì gli studi presso un collegio di salesiani a Cava de' Tirreni, dove ebbe come insegnante Italo Zingarelli, e si iscrisse poi all'Università degli Studi di Napoli Federico II, dove conseguì la laurea in Giurisprudenza, soddisfacendo i voleri paterni che non ammettevano la possibilità di lavorare nel campo artistico. Mentre frequentava l'università, cominciò a interessarsi di teatro e a recitare in una compagnia filodrammatica. A Napoli conobbe lo scrittore Edoardo Scarfoglio, che lo introdusse negli ambienti "bene" della città partenopea, facendogli conoscere Matilde Serao, Roberto Bracco e Salvatore Di Giacomo.
Nel 1905 entrò nella compagnia teatrale Talli-Gramatica-Calabresi. Alla scadenza dell'ingaggio venne contattato da Eleonora Duse, su consiglio di Gabriele D'Annunzio che fu compagno di studi di Leone, che gli offrì un contratto di cinque anni per entrare nella sua compagnia. Accettò e, consapevole dell'importanza di questa esperienza, e deciso a non fare scoprire alla famiglia la sua reale attività, assunse lo pseudonimo di Roberto Roberti, su imitazione del nome del famoso attore teatrale Ruggero Ruggeri presente nella compagnia Duse come primo attore. Conclusa anticipatamente l'esperienza teatrale, nel 1911 ebbe il suo primo contatto con il cinema, quando fu scritturato dall'Aquila Films di Torino, ed esordì nel film La bufera. L'anno dopo tornò nuovamente in teatro come «attor giovane» nella compagnia guidata da Ferruccio Garavaglia, ma dopo la morte di quest'ultimo, rientrò nuovamente all'Aquila che gli affidò l'incarico di direttore artistico.
Da allora Roberti lavorò solo in ambito cinematografico, sia come attore che come regista. Nel 1914 conobbe l'attrice Bice Waleran, appena scritturata dalla casa torinese, con la quale si legò a livello artistico, ma anche sentimentale, dal momento che si legarono in matrimonio l'8 maggio 1916. Molti anni più tardi, dall'unione nacque Sergio Leone che, in suo onore, firmerà la regia del suo primo film western, Per un pugno di dollari, con lo pseudonimo di Bob Robertson che appunto sta a significare "Roberto figlio di Roberto".
Allo scoppio della prima guerra mondiale Leone venne esonerato per problemi di salute. A seguito del fallimento e alla chiusura dell'Aquila nel 1917, Roberti rimase per diverso tempo senza lavoro, ma qualche tempo dopo fu chiamato dal produttore Giuseppe Barattolo che lo assunse alla Caesar Film. Nella casa romana iniziò con il film La piccola fonte, e divenutone il principale realizzatore, diresse in seguito numerosi titoli, che videro come protagonista la diva Francesca Bertini. Nel 1918 ebbe una breve parentesi all'Itala Film dove diresse Maciste poliziotto, film della famosa serie del forzuto personaggio interpretato da Bartolomeo Pagano.
Nel 1919 passò all'Unione cinematografica italiana, ma a seguito dell'improvvisa interruzione della carriera da parte della Bertini nel 1921, alle sue posizioni antifasciste maturate negli anni, dopo un'iniziale adesione al movimento mussoliniano, ed al fallimento dello stesso consorzio qualche anno più tardi, l'attività lavorativa di Roberti conobbe una lunga inattività durata fino al 1939. Il ritorno sul set, in quell'anno, avviene con il suo primo film sonoro, Il socio invisibile. Diresse poi altri due titoli, La bocca sulla strada (1941) su sceneggiatura di Guglielmo Giannini e Il folle di Marechiaro (1952), quest'ultimo grande insuccesso di pubblico. In seguito si ritirò definitivamente a vita privata, e passò i suoi ultimi anni di vita al paese natio, dove risiedette dal 1949 fino alla morte avvenuta dieci anni più tardi.

## Filmografia parziale

### Attore
- La bufera, regia di Alberto Carlo Lolli (1911)

### Regista
- La contessa Lara (1912)
- Il fuoco della redenzione (1913)
- L'assassina del ponte di Saint-Martin (1913)
- La folgore (1913)
- La iena dell'oro (1913)
- La palla di cristallo (1913)
- La prigione di acciaio (1913)
- La torre dell'espiazione (1913)
- La vampira indiana (1913)
- L'istrione (1914)
- Teodora (1914)
- La peccatrice (1916)
- La piccola fonte (1917)
- La dominatrice (1917)
- Maciste poliziotto (1918)
- La paura di amare (1918)
- Eugenia Grandet (1918)
- Anima allegra (1919)
- Dora o Le spie (1919)
- La contessa Sara (1919)
- La corsa al trono (1919)
- La sfinge (1919)
- Amore di donna (1920)
- L'ombra (1920)
- L'ultimo sogno (1920)
- La ferita (1920)
- La principessa Giorgio (1920)
- La serpe (1920)
- Lisa Fleuron (1920)
- Maddalena Ferat (1920)
- Marion, artista di caffè-concerto (1920)
- La fanciulla d'Amalfi (1921)
- La blessure (1922)
- La donna nuda (1922)
- Consuelita (1925)
- Fior di levante (1925)
- Fra' Diavolo (1925)
- La giovinezza del diavolo (1925)
- Napoli che canta (1926)
- Assunta Spina (1930; firmato come Roberto Leone Roberti)
- Il socio invisibile (1939)
- La bocca sulla strada (1941)
- Il folle di Marechiaro (1952)